# هاشان چاچگ (آریزونا)
هاشان چاچگ (به انگلیسی: Hashan Chuchg) یک منطقهٔ مسکونی در ایالات متحده آمریکا است که در آریزونا واقع شده‌است.هاش‌آن چاچگ ۷۷۴ متر بالاتر از سطح دریا واقع شده‌است.